# Kiêu Kỵ
Kiêu Kỵ là một xã thuộc huyện Gia Lâm, thành phố Hà Nội, Việt Nam.

## Địa lý
Xã Kiêu Kỵ nằm ở phía nam huyện Gia Lâm, có vị trí địa lý:
- Phía đông và phía nam giáp tỉnh Hưng Yên
- Phía tây giáp xã Đa Tốn
- Phía bắc giáp xã Dương Xá.

Xã Kiêu Kỵ có diện tích 5,87 km², dân số năm 2022 là 15.103 người, mật độ dân số đạt 2.572 người/km².

## Hành chính
Xã Kiêu Kỵ được chia thành 7 thôn: Báo Đáp, Chu Xá, Gia Cốc, Hoàng Xá, Kiêu Kỵ, Trung Dương, Xuân Thụy và 2 khu dân cư: Liên Cơ, Thảm Len.

## Lịch sử
Trước đây, vùng đất Kiêu Kỵ thuộc tổng Đa Tốn, huyện Gia Lâm, tỉnh Bắc Ninh.
Sau Cách mạng tháng Tám năm 1945, Kiêu Kỵ được chia thành 3 xã: Hạ Tốn, Gia Kỵ và Xuân Thụy.
Năm 1948, sáp nhập 3 xã: Hạ Tốn, Gia Kỵ và Xuân Thụy vào xã Đa Tốn thành xã Đại Hưng. 
Năm 1956, tách 3 xã: Hạ Tốn, Gia Kỵ và Xuân Thụy ra khỏi xã Đại Hưng và sáp nhập thêm thôn Trung Dương của xã Quang Trung thành xã Tân Hưng.
Ngày 20 tháng 4 năm 1961, Quốc hội ban hành Nghị quyết về việc sáp nhập xã Tân Hưng vào thành phố Hà Nội quản lý.
Ngày 31 tháng 5 năm 1961, Hội đồng Chính phủ ban hành 78-CP. Theo đó, xã Tân Hưng thuộc huyện Gia Lâm, thành phố Hà Nội quản lý.
Năm 1966, đổi tên xã Tân Hưng thành xã Kiêu Kỵ.
Ngày 9 tháng 1 năm 2020, UBND TP. Hà Nội ban hành Quyết định số 128/QĐ-UBND về việc sáp nhập TDP Thảm Len vào thôn Hoàng Xá.

## Kinh tế
Xã có nghề dát quỳ vàng bạc ở làng nghề truyền thống thôn Kiêu Kỵ. Nghề nấu keo da trâu làm mực nho nay đã thất truyền. Nghề may và may da có ở nhiều thôn như: Gia Cốc, Xuân Thụy, Trung Dương,... nhưng tập trung nhiều nhất là ở thôn Kiêu Kỵ.

## Văn hóa

### Di tích
Cụm di tích đình, chùa, nghè Kiêu Kỵ đã được Bộ văn hóa thông tin xếp hạng cấp quốc gia năm 1996.

### Nghề dát vàng bạc
Nghề dát quỳ vàng bạc là nghề truyền thống của thôn Kiêu Kỵ. Tổ nghề là Nguyễn Quý Trị người ở Hải Dương truyền dạy. Nghề dát quỳ vàng bạc ở Kiêu Kỵ đã được tôn vinh là di sản văn hóa phi vật thể cấp quốc gia năm 2021.

### Sự kiện Nguyễn Chế Nghĩa bị ám sát
Nguyễn Chế Nghĩa (1265 - 1341) người ở Cối Xuyên, nay thuộc tỉnh Hải Dương được phân cai quản vùng đất này đã bị ám sát ngày 27 tháng 8 năm Tân Tỵ tại quán Ninh Kiều, nay thuộc xã Kiêu Kỵ do phản đối Trần Dụ Tông lên ngôi. Hàng năm vào ngày 27 - 28 tháng Tám âm lịch dân làng Kiêu Kỵ vẫn thường mở hội để tướng nhớ công lao của Nguyễn Chế Nghĩa.

## Giao thông
Xã Kiêu Kỵ nằm trên trục đường tỉnh lộ 179, đường cao tốc Hà Nội - Hải Phòng chạy qua xã, đường liên tỉnh từ Bát Tràng đi thị trấn Như Quỳnh chạy qua địa bàn xã, đường trong khu đô thị Vinhomes Ocean Park...
Hệ thống xe buýt: tuyến 47B, 69, E01, E02, E03, E10.